# Schaefferia marchii
Schaefferia marchii är en benvedsväxtart som beskrevs av August Heinrich Rudolf Grisebach. Schaefferia marchii ingår i släktet Schaefferia och familjen Celastraceae. Inga underarter finns listade.